# Voyages très extraordinaires de Saturnin Farandoul
Voyages très extraordinaires de Saturnin Farandoul dans les 5 ou 6 parties du monde et dans tous les pays connus et même inconnus de M. Jules Verne est un roman d'aventures écrit en 1879 par Albert Robida.

## Intrigue
L'aventure démarre avec un naufrage au cours duquel Saturnin, âgé de 4 mois et 7 jours, échoue avec son berceau sur une île peuplée de singes. Adopté, il devient aussi agile qu'eux. À 11 ans, conscient de sa différence, il quitte sa tribu, prend la mer sur un tronc de palmier, puis est recueilli par un navire. Il apprend vite, et devient rapidement un leader parmi les hommes, mais aussi parmi les animaux. Une bataille avec des pirates lui fait retrouver sa tribu de singes dont il fait un régiment armé, instruit et civilisé, et toujours victorieux.

## Autour de l'œuvre

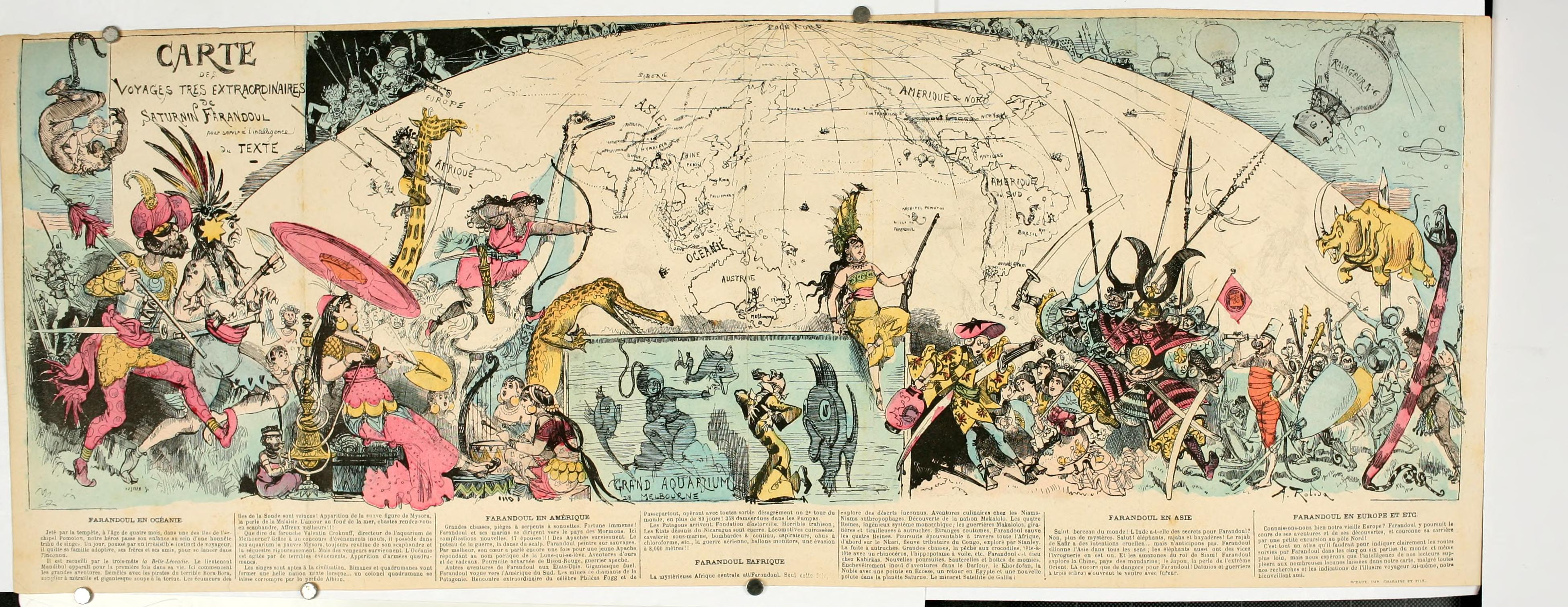
Carte des voyages très extraordinaires de Saturnin Farandoul.

Conçu — comme son titre l'indique — comme une parodie des Voyages extraordinaires de Jules Verne, le héros Saturnin Farandoul vit des aventures invraisemblables à travers le monde entier et rencontre un grand nombre de personnages créés par Jules Verne, à l'instar du capitaine Nemo, de Philéas Fogg, de Michel Strogoff ou encore du capitaine Hatteras.
Ce roman de 1879, initialement publié en livraisons par la Librairie Illustrée et la Librairie Dreyfous, est réédité en volume la même année avec la carte dépliante et historiée des aventures de Saturnin Farandoul.
À partir de la réédition de 1882, le roman a pu être découpé en cinq parties :
- Le Roi des singes
- Le Tour du monde en plus de 80 jours
- Les Quatre Reines
- À la recherche de l'éléphant blanc
- Son excellence M. le Gouverneur du Pôle Nord

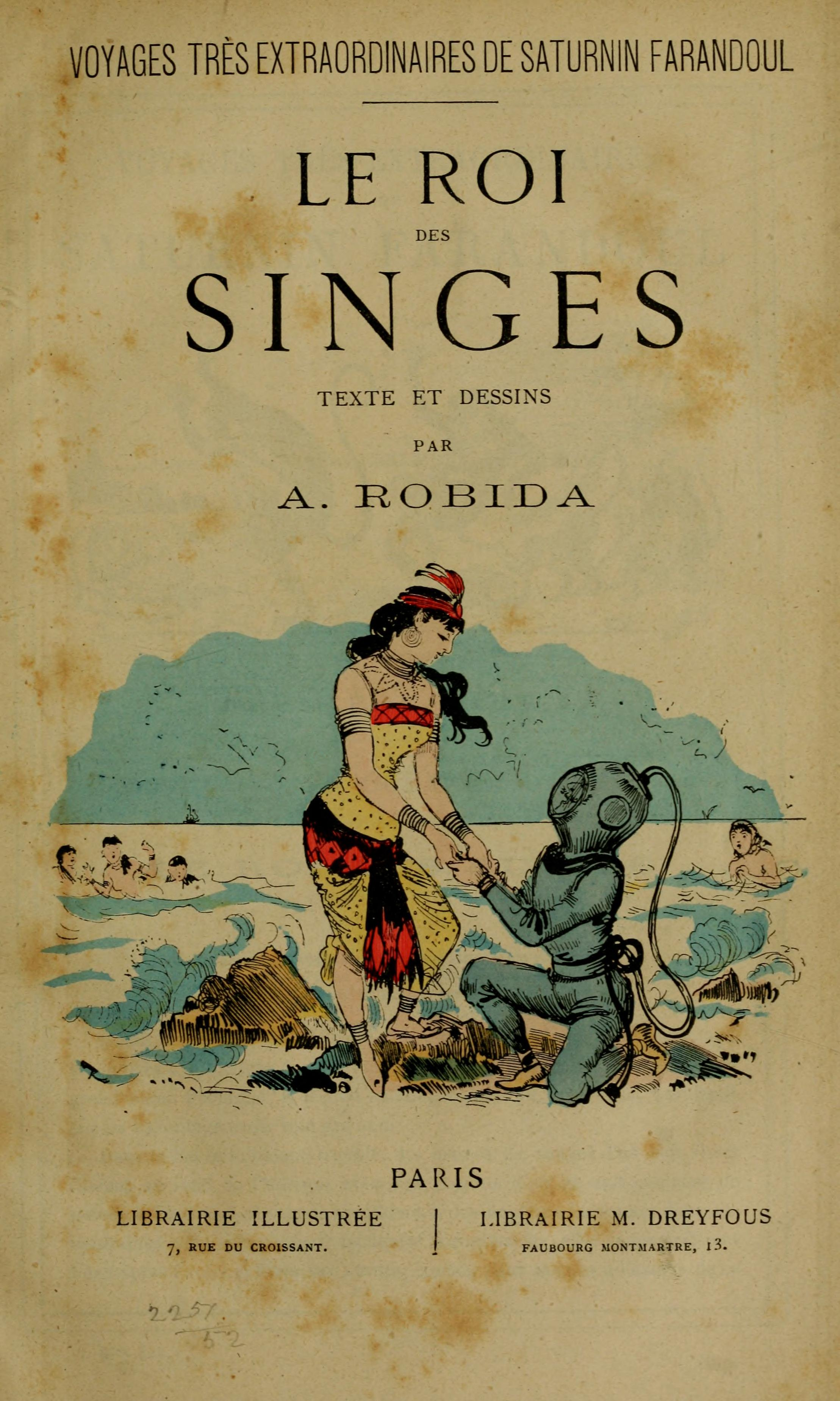
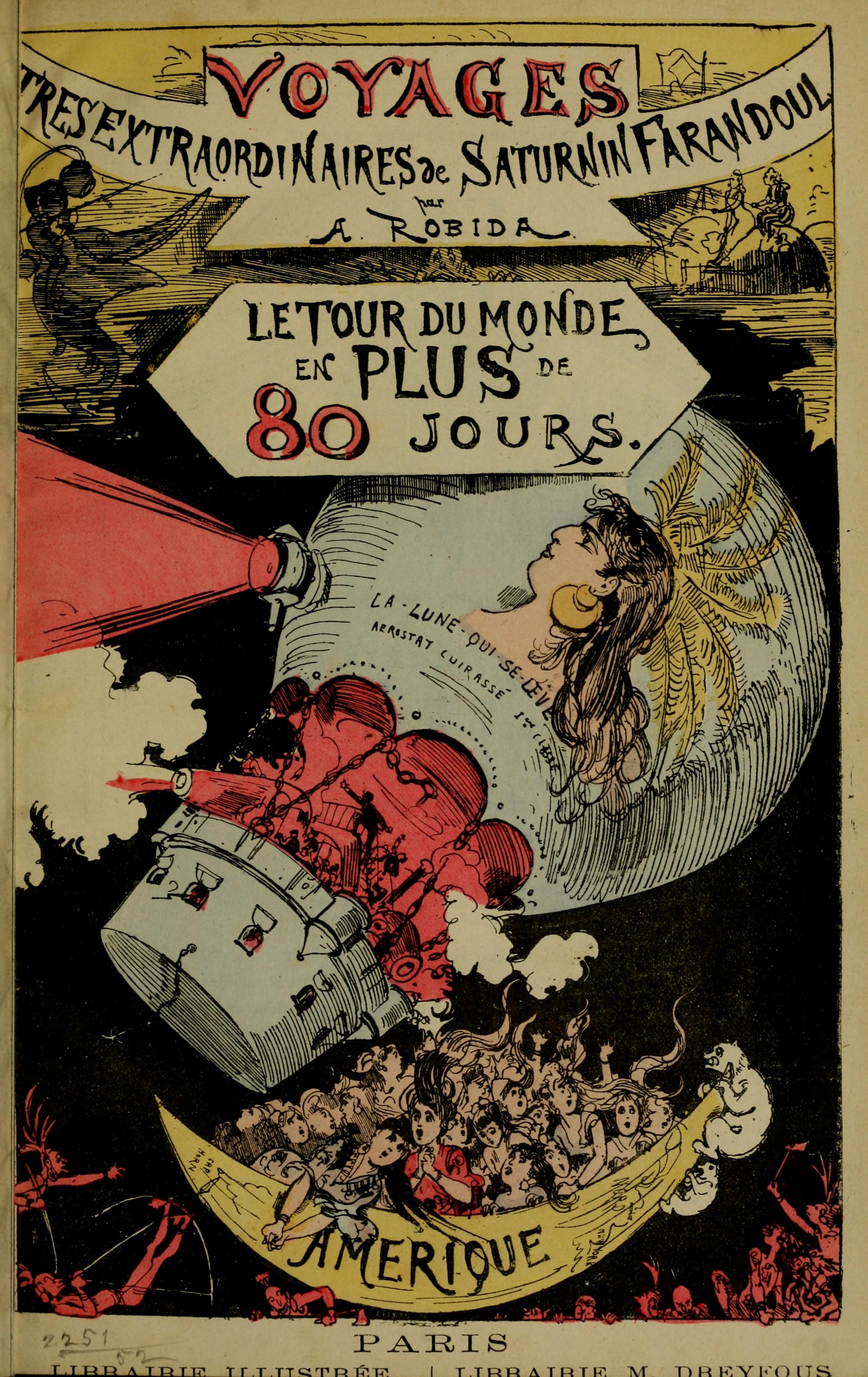
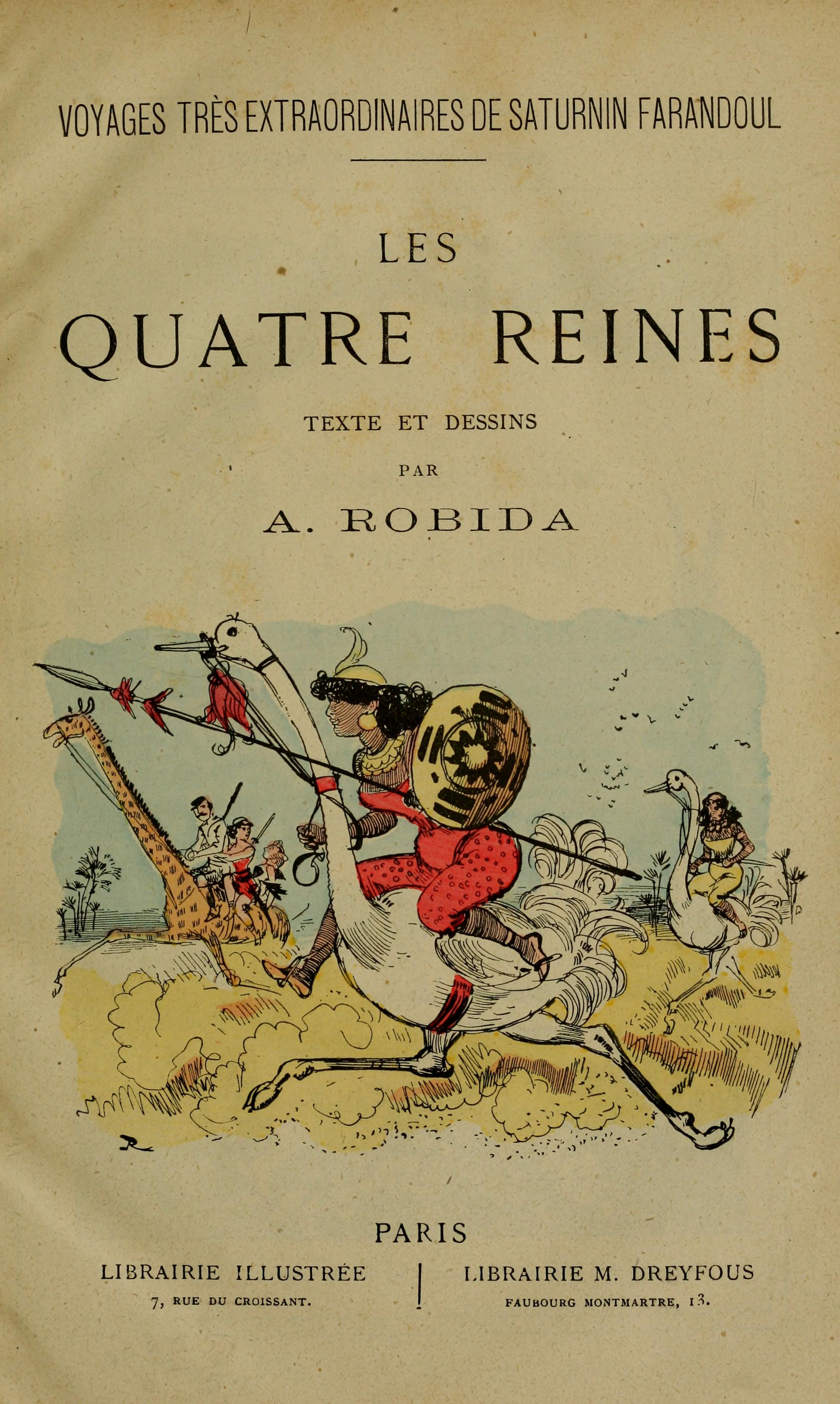
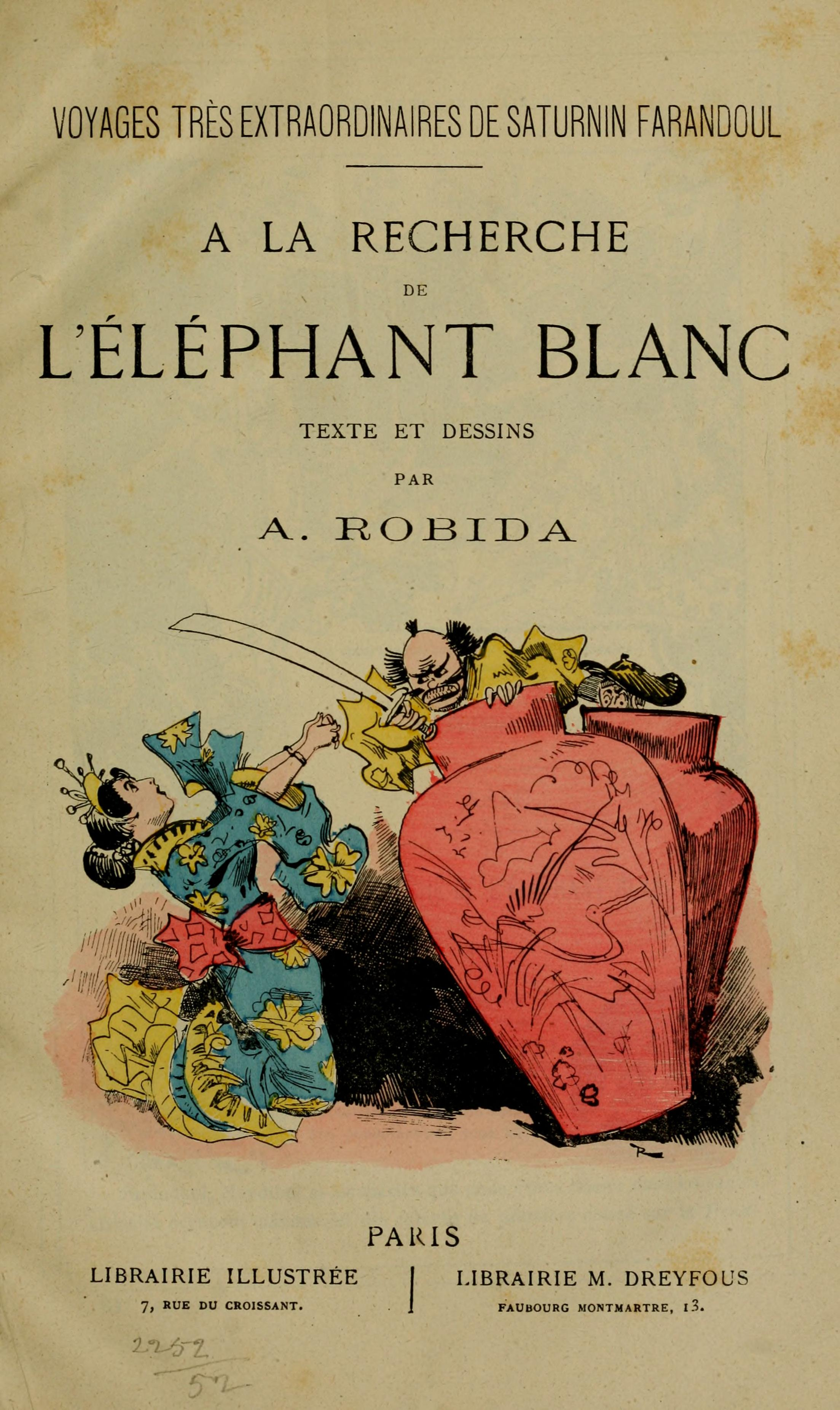
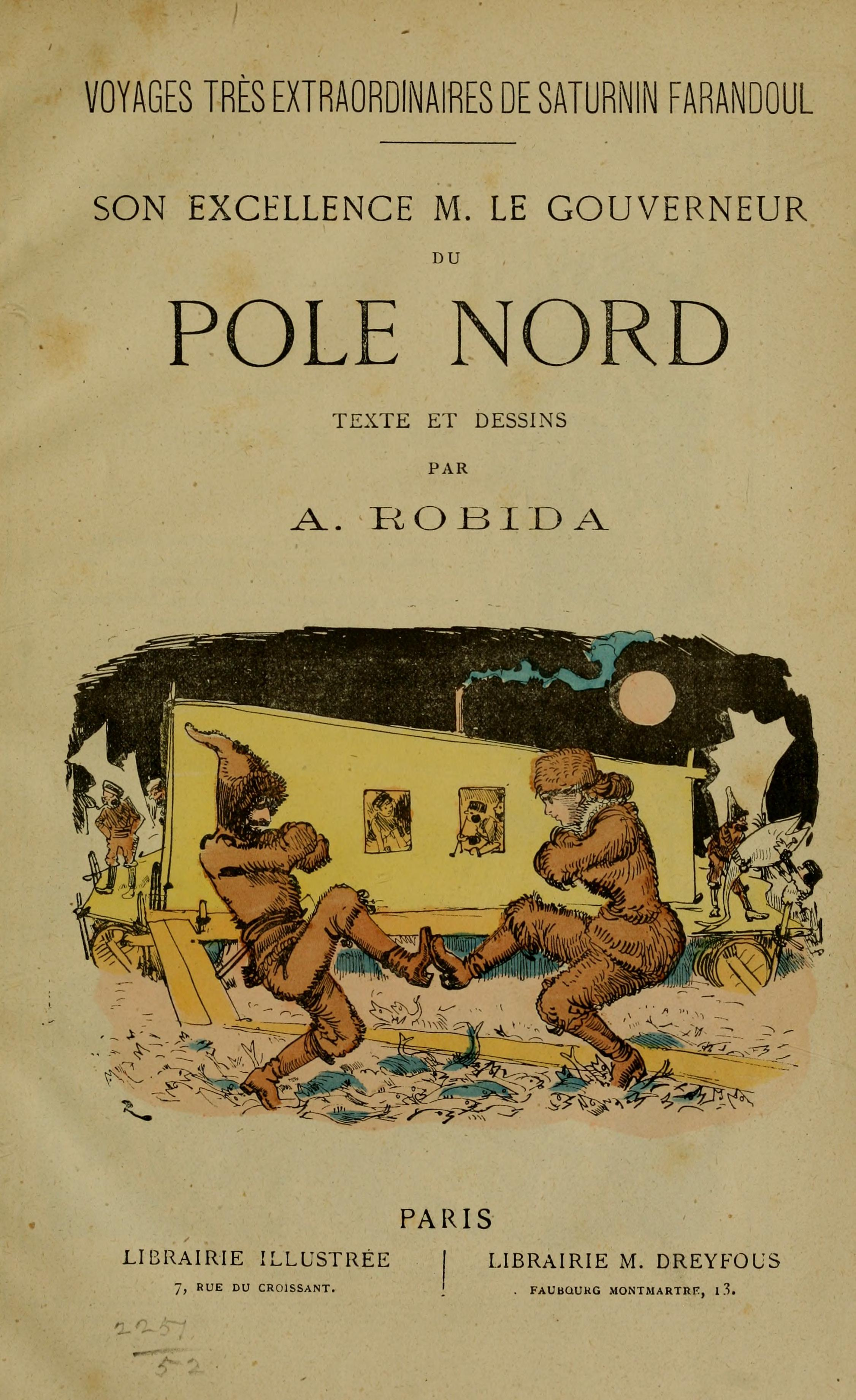

## Adaptation
En 1913, sort au cinéma Les Aventures extraordinaires de Saturnin Farandoul (Le avventure straordinarissime di Saturnino Farandola) de Marcel Fabre et Luigi Maggi.